# Arșița (okręg Marusza)
Arșița – wieś w Rumunii, w okręgu Marusza, w gminie Hodac. W 2011 roku liczyła 74 mieszkańców.